# Kitty Hawk

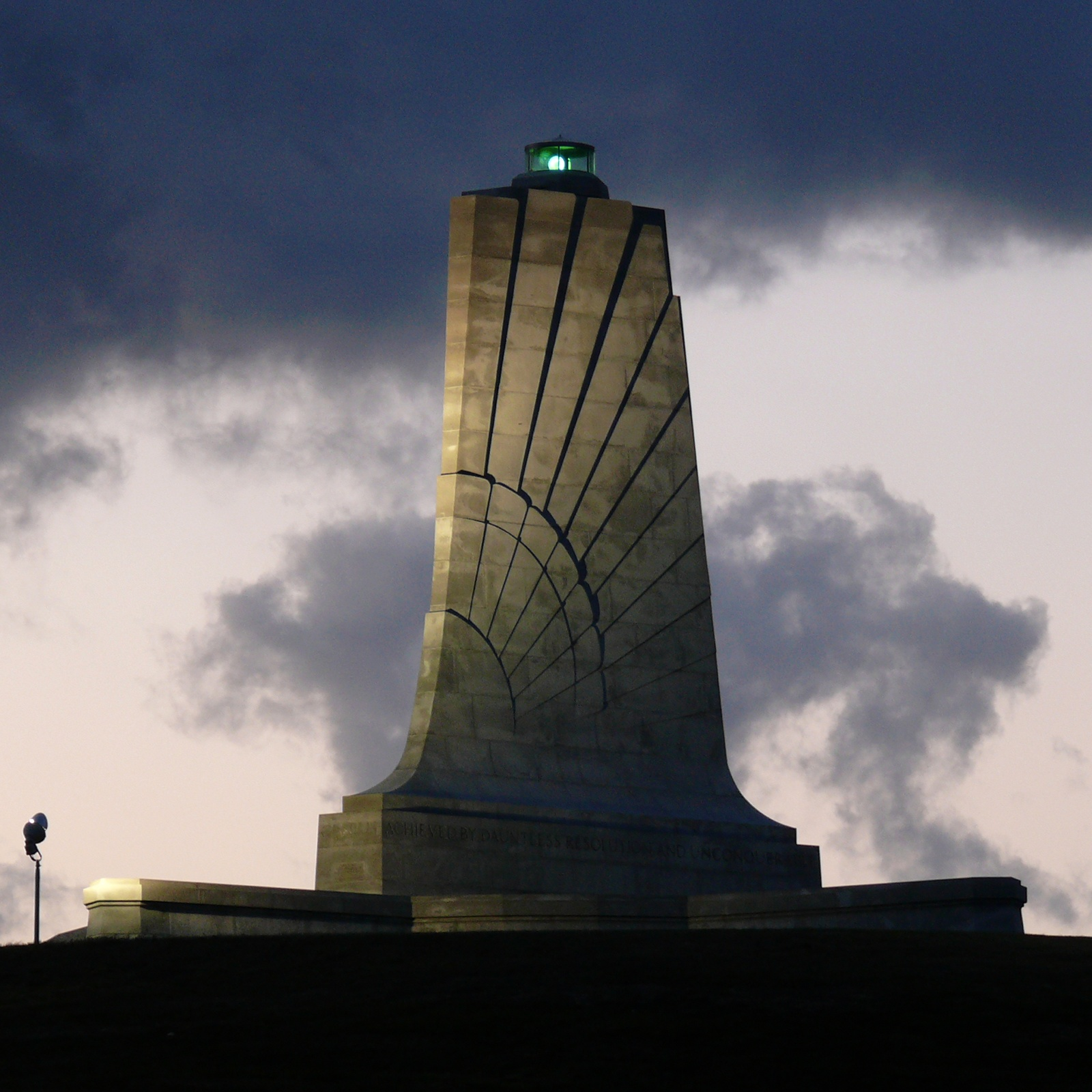
Memorial dels germans Wright

Kitty Hawk és un poble del Comtat de Dare a l'estat de Carolina del Nord dels Estats Units. Tenia una població de 2.991 habitants al cens de l'any 2000. Va ser fundada a principi del segle xviii amb el nom de Chickahawk. És a una la latitud aproximada a la de Gibraltar.
Kitty Hawk és famosa perquè els germans Wright de Dayton, Ohio van escollir un lloc pròxim a la vila per fer el seu primer vol en aeroplà amb motor (un flyer) el 17 de desembre de 1903. El lloc estava a sis quilòmetres al sud, a les dunes litorals conegudes com a Kill Devil Hills, i era un lloc ideal per tenir un vent constant i no estar freqüentat per la gent. Kill Devil Hills és doncs el lloc real on es va fer el primer vol controlat amb motor i no pas Kitty Hawk, però com Kill Devil Hills no tenia oficina de telègrafs va ser des de Kitty Hawk on els germans Wright enviaren la notícia del seu èxit a la seva família a Dayton.
Porten el nom de Kitty Hawk les aeronaus USS Kitty Hawk (CV-63) el bombarder B-2 Spirit, el vaixell transportador USS Kitty Hawk (AKV-1) i el mòdul de comandament de l'Apollo 14.